# Girolamo Giacobbi
Girolamo Giacobbi (Bolonya, 10 d'agost de 1567 – 30 de novembre de 1629) fou un compositor italià del Barroc.
Fou mestre de capella de Sant Petroni en la seva ciutat natal i un dels primers a compondre òperes, entre les quals destaquen:
- L'aurora ingannata, imprès amb el títol Dramatodia (1608),
- Andromeda, (1610),
- Reno sagrificante, (1617),

A més se li deu:
- Una col·lecció de motets, a 6 veus (1601),
- Salms, de 2 a 5 cors (1609),
- Salms i Vespres, a 4 veus (1615),
- Lletanies a la Verge i motets, a 8 veus (1618),
- Sanctissimae Deiparae Canticum, a 4 veus (1628).

En la Biblioteca de Bolonya s'hi conserven inèdits dos llibres d'himnes a 4 veus.